# Hydrobiosis johnsi
Hydrobiosis johnsi là một loài Trichoptera trong họ Hydrobiosidae. Chúng phân bố ở miền Australasia.